# Run & Jump
Run & Jump è un film irlandese-tedesco del 2013, diretto da Steph Green. Il lungometraggio è stato presentato per la prima volta il 20 aprile 2013 al Tribeca Film Festival.

## Riconoscimenti
- Audience Award - Best First Irish Feature al Galway Film Fleadh
- Audience Award - Best Irish Feature al Galway Film Fleadh